# Cerrito Frío
Cerrito Frío är en ort i Mexiko.   Den ligger i kommunen Guanajuato och delstaten Guanajuato, i den centrala delen av landet, 280 km nordväst om huvudstaden Mexico City. Cerrito Frío ligger 1 781 meter över havet och antalet invånare är 277.
Terrängen runt Cerrito Frío är lite kuperad. Runt Cerrito Frío är det tätbefolkat, med 276 invånare per kvadratkilometer. Närmaste större samhälle är Irapuato, 18,0 km söder om Cerrito Frío. Trakten runt Cerrito Frío består till största delen av jordbruksmark.